# 布·克纳佩
布·克纳佩（瑞典語：Bo Knape，1949年8月16日—），瑞典男子帆船运动员。他曾代表瑞典参加1972年夏季奥林匹克运动会帆船比赛，获得一枚银牌。